# Jim Boyd (actor)
James A. Jim Boyd (Filadelfia, 11 de noviembre de 1933 - 2 de enero de 2013) fue un actor estadounidense.
Boyd pasó cuatro años en la Fuerza Aérea y estudió en la Academia Estadounidense de Artes Dramáticas.
A finales de los años sesenta trabajó como actor de voz (junto con Wayland Flowers y Little Cleavon) para títeres en el programa infantil de televisión The Surprise Show (‘el show sorpresa’) que se transmitió a nivel local en el área de Nueva York. Las marionetas utilizadas en el programa, llamadas Aniforms, había sido desarrolladas por el titiritero Morey Bunin.
En 1971, el Children’s Television Workshop (‘taller de televisión infantil’) ―ahora llamado Sesame Workshop― contactó a Boyd ya que quería usar Aniforms en un programa de televisión que llegó a ser conocido como The Electric Company. Durante la primera temporada, la voz de Boyd fue ampliamente utilizado, especialmente por el carácter Crank J. Arthur, que en ese momento era solo una voz enojada en el teléfono. Boyd fue invisible hasta la segunda temporada, cuando se convirtió en un miembro del reparto regular, que apareció en cámara hasta 1977, en que el show dejó de producirse.
La esposa de Boyd era Kathleen París, con quien tuvieron una hija.